# Habrophlebiodes americana
Habrophlebiodes americana är en dagsländeart som först beskrevs av Banks 1903.  Habrophlebiodes americana ingår i släktet Habrophlebiodes och familjen starrdagsländor. Inga underarter finns listade i Catalogue of Life.